# Ricky Burns
Ricky Burns (ur. 13 kwietnia 1983 w Bellshill) – brytyjski (szkocki) bokser, były mistrz świata kategorii junior lekkiej i lekkiej federacji WBO.

## Kariera zawodowa
Karierę zawodową rozpoczął 20 października 2001. Do maja 2010 stoczył 30 walk, z których wygrał 28 a 2 przegrał.
W tym okresie zdobył tytuł mistrza Commonwealthu w wadze junior lekkiej, który obronił trzykrotnie.
4 września 2010 w Glasgow stanął przed szansą zdobycia tytułu mistrza świata organizacji WBO w wadze junior lekkiej. Pokonał, jednogłośnie na punkty broniącego tytułu, dotąd niepokonanego, Portorykańczyka Romána Martíneza i został nowym mistrzem świata. W pierwszej obronie tytułu, 4 grudnia, pokonał jednogłośnie na punkty Norwega Andreasa Evensena.
12 marca 2011 w kolejnej obronie tytułu pokonał przez TKO w 7r Josepha Laryea z Ghany. W trzeciej obronie pasa, 16 lipca, zmierzył się z Anglikiem, byłym mistrzem WBO (poprzednikiem Martineza), Nicky Cookiem. Wygrał już w 1r z powodu kontuzji przeciwnika. We wrześniu podjął decyzję o rezygnacji z tytułu i przejściu do wagi lekkiej. 5 listopada, w Londynie, wygrał jednogłośnie na punkty z Australijczykiem Michaelem Katsidisem zdobywając wakujący tytuł tymczasowego mistrza WBO w wadze lekkiej.
W styczniu 2012 został  mistrzem pełnoprawnym gdy Juan Manuel Márquez został pozbawiony przez federację WBO pasa mistrzowskiego. W pierwszej obronie tytułu, 10 marca, zwyciężył jednogłośnie na punkty Paulusa Mosesa z Namibii a następnie 22 września przez techniczny nokaut w czwartej rundzie Anglika Kevina Mitchella.
9 maja 2015 w Hidalgo w  Teksasie przegrał jednogłośnie na punkty 117:109, 116:110 i 116:110 z Amerykaninem  Omarem Figueroa Jr. (25-0-1, 18 KO).
1 sierpnia 2015 w Hull pokonał przez techniczny nokaut w piątej rundzie Princa Ofotsu (15-5, 11 KO).